# 管弦楽のための前奏曲
松村禎三の管弦楽のための前奏曲（かんげんがくのためのぜんそうきょく）は1968年に作曲された管弦楽曲。第17回尾高賞受賞作品である。演奏時間は約16分。

## 作曲の経緯
作曲者が1968年2月から8月にかけて完成させた作品であり、『交響曲第1番』に続く2作目の管弦楽曲である。

## 初演
1968年11月に森正指揮NHK交響楽団により放送初演された。舞台初演は翌年2月28日と3月1日に岩城宏之指揮、第518回NHK交響楽団定期演奏会にて行われた。

## 編成
- 木管楽器

フルート6(全てピッコロ持ち替え)、オーボエ4、クラリネット4、ファゴット3、コントラファゴット
- 金管楽器

ホルン6、トランペット4、トロンボーン2
- 打楽器

(ティンパニ、バスドラム、スネアドラム、シンバル(大・小)、シズルシンバル、トムトム、銅鑼、木魚、グロッケンシュピール、ヴィブラフォン、チューブラーベル)7、チェレスタ
- ハープ
- ピアノ
- 弦楽器

弦五部

## 構成
オーボエ独奏の動機で開始される。ピッコロとオーボエが提示する10小節の動機は全曲を支配する。やがてトランペット、オーボエ、クラリネットが加わり、緊張感を増す。59小節から弦楽器による持続音を伴い、木管とトランペットがもう一度主題を重ねていく。全部の楽器が加わると、最初のクライマックスが現れる。